# Артемиј Ведел
Артемиј Лукјанович Ведел (рус. Артемий Лукьянович Ведель; укр. Артем Лук'янович Ведель; 13. април 1767 – 26. јул 1808), рођен као Артемиј Лукјанович Веделски, био је украјински и руски композитор војне и литургијске музике. Он је дао важан допринос у музичкој историји Украјине. Заједно са Максимом Березовским и Дмитријем Бортњанским, Ведел је признат као један од „златне тројке“ композитора украјинске класичне музике 18. века и један од највећих руских хорских композитора.
Ведел је рођен у Кијеву, Руско царство, као син богатог резбара. Студирао је на Кијевско-могиљанској академији до 1787. године, након чега је постављен за диригента академског хора и оркестра. Године 1788. послат је у Москву да служи као помоћник хоровође обласног губернатора, али се вратио кући (1791) и наставио каријеру на академији. Генерал царске руске армије Андреј Леванидов ангажовао га је да води градску пуковску капелу и хор — под Леванидовљевим покровитељством, Ведел је достигао врхунац свог стваралаштва као композитор. Са Леванидовом се преселио у Харковску губернију (данас Харков, Украјина), где је помогао да се организује нови хор и оркестар, и предавао као капелник на Харковском колегијуму.
Године 1799. Ведел је позван у Санкт Петербург због сумње да је учествовао у завери против цара Павла I; након тога су Веделови радови у црквама забрањени. Оставши без покровитеља, вратио се кући у Кијев. Године 1799. замонашио се и живио у Кијевско-печерској лавраи. Манастирске власти су откриле руком писане претње о руској царској породици и оптужиле Ведела да их је написао. Био је доживотно затворен као ментални болесник и забрањено му је да компонује. После скоро деценије у кијевској лудници, власти су му дозволиле да се врати у кућу свог оца да умре.
Веделова музика је била цензурисана од стране власти у царској Русији (а касније и од стране Совјетског Савеза). Познато је више од 80 његових дела, укључујући 31 хорски концерт, али многе од његових композиција су изгубљене. Сачуван је само један његов рукопис. Стил Ведекивуг композиција одражава промене које су се дешавале у класичној музици током његовог живота; био је под утицајем украјинске барокне традиције, али је био и под утицајем нових западноевропских (посебно италијанских ) оперских и инструменталних стилова.

## Позадина
Хорска музика има посебан значај за украјинску културу; према музикологу Јурију Чекану, „хорска музика оличава украјински национални менталитет и душу народа“.
Карактер руског и украјинског богослужења потиче од извођењаi знаменог појања. Ова традиција је достигла свој врхунац током 16. и 17. века, попримивши свој карактер у Руском царству око три века раније.
Хорска музика Украјине мењала се током барока; уведена је страст и емоција, контрастна динамика, тембар и музичка текстура, а монодија је замењена полифонијом. Нова полихорална култура постала је позната као стил „певање у деловима“. Током 19. века, Знаменски напеви су постепено замењивани новијим, попут кијевског, који су заузврат били замењени музиком која је била ближа рецитативу. Већина Знамених мелодија се тада постепено губи или заборавља.
Најзначајније име у руској музици током раног дела 19. века – периода који је означио низак пад у богатству традиционалне руске музике – био је Дмитриј Бортњански, који је студирао у Венецији пре него што је на крају радио на двору у Санкт Петербургу. Компонујући у ери када се покушавало сузбити културну баштину Руског царства, хорски концерти Бортњанског, постављени на руске текстове, направљени су по узору на контрапункт, кончерто гросо и италијанску инструменталну музику. Ведел је пратио Бортњанског у комбиновању италијанског барокног стила са древном руском химнодијом. у време када су се у украјинску хорску музику уводили класични утицаји, као што су четворогласна полифонија, певање солиста и хора у различитим алтернативним временима, и ангажовање три или четири секције у композицји.

## Живот

### Породица
Артемиј Лукјанович Ведел је рођен у Кијеву у Руском царству, вероватно 13. априла 1767. Рођен је као син јединац Лукјана Власовича Веделскоине Елене или Олене Грихоривне Веде. Породица је живела у Подилу, старом трговачком и занатском центру Кијева, у парохији цркве Светог Бориса и Светог Глеб . Њихова кућа је стајала на данашњем углу између Bratska Street и Андриивска улица; Артеми је тамо живео све време свог детињства. Скоро половина становништва Кијева живела је у Подилу. које је било једно од три зидана насеља која су чинила град, заједно са Старим Кијевом и Печерскм .
Породица Веделски се строго држала православне вере. Лукјан Власович Веделски је био богат резбар иконостаса, који је поседовао сопствену радионицу. Име Ведел, вероватно скраћени облик од Веделски, је начин на који је композитор потписивао своја писма и називао себе у војним документима. Његов отац се потписао као „Кијевљанин Лукјан Веделски“.

### Ране године у Кијеву
Ведел је као дечак био члан хора у Епархијском (архијерејском) хору у Кијеву. Студирао је на Кијево-могиљанској академији, где је међу његовим наставницима био италијански оперски композитор Ђузепе Сарти, који је 18 година провео као композитор у Руском царству. До краја 18. века већина студената који су похађали Кијевско-могиљанску академију припремала се за свештенство. Академија је у то време била најстарија и најутицајнија високошколска установа у Руском царству; већина водећих академика у земљи су првобитно дипломирали на академији.
Ведел је похађао академију до 1787. године. Након тога је студирао филозофију и музику, а почео је да компонује као студент Потемкинове музичке академије. Док је студирао напредни смер филозофије, постављен је за диригента хора академије — академија је пружала опсежне програме за обуку хорских певача — и дириговао је студентским оркестром. Наступао је и као соло виолиниста. Проучавао је теоријске књиге о музици и упознао се са религиозним делима (укључујући кантате) које су компоновали студенти академије, као и са духовним концертима Максима Березовског и других колега.

### Москва
Године 1788. Ведела је, заједно са другим хористима, послао митрополит кијевско-халички и ректор Кијевско-мохиљанске академије, у Москву. Тамо је служио као помоћник хоровође и виолиниста за губернатор Москве и потом после 1790. године је радио за наредног губернатора. Хор је тада био уметнички важан део руског царског двора.
Веделов таленат препознали су и други музичари у Москви. Вероватно је наставио студије музике на универзитету. Током овог периода имао је прилику да се боље упозна са музичким културама Русије и Западне Европе. Међутим, није се дуго задржао у Москви и дајући оставку на функцију вратио се кући у Кијев.

### Успон
У Кијеву се Ведел вратио вођењу хора Кијевско-Мохиљанске академије. Међу познатим хоровима у граду у то време био је и један који је припадао генералу Андреју Леванидову у кијевском штабу украјинског пешадијског пука. Од почетка 1794. Леванидов добија Веделове услуге да води пуковску капелу и дечији хор. Леванидов, који је ценио и поштовао Ведела као композитора и музичара, био је у стању да делује као утицајни покровитељ — године од 1794. до 1798. билр су врхунац Веделовог музичког стваралаштва. Од 1793. до 1794. руководио је хоровима и Кијевско-Мохиљанске академије и свог покровитеља. Брзо је напредовао у војсци; 1. марта 1794. постављен је за штабног чиновника, а 27. априла 1795. постао је млађи ађутант.
У марту 1796. Леванидов је постављен за генералног губернатора Харковске губерније. Композитор се преселио у Харков, заједно са својим најбољим музичарима. У граду је организовао нови хор и оркестар губерније и предавао певање и музику на Харковском колегијуму који је по свом наставном плану и програму био други после академије у Кијеву. Час музике на Харковском колегијуму први пут је забележен 1798. године, када су у јануару те године изведена два канона и Веделов хорски концерт.
Ведел је доста компоновао током овог периода. Дела су обухватала концерте „Васкрсни Боже“ и „Чуј Господе глас мој“ (6. октобар 1796. године) и двохорски концерт „Господ ми измиче“. У овом периоду је постао веома цењен у Харкову; његови концерти су проучавани и извођени у Харковском колегијуму, а певали су се у црквама. Бортњански, који је водио Државну академску капелу у Санкт Петербургу, похвалио је квалитет Веделовог предавачког рада. У септембру 1796, Ведел је унапређен у вишег ађутанта, са чином капетана.

### Губитак богатства
Почетком 1797. године, по наређењу цара Павла I, Харковска губернија је укинута (и замењена новоствореном Слободанском украјинском губернијом), а Леванидов је напустио Харков. Након што је Павле I декретом наредио да се све пуковске капеле укину, Ведел је поднео оставку у војссци октобра 1797. Радио је као музичар за гувернера нове покрајине, који се према њему опходио позитивно колико је био у могућности.
Царски декрети су довели до опадања културног и уметничког живота Харкова. Градско позориште је затворено, а његови хорови и оркестри распуштени. Извођење Веделових дела у црквама је сада било забрањено, пошто је цар забранио певање у црквама било које врсте музике осим током Свете Литургије. Након 1798, када је Леванидов смењен са функције, Ведел је остао без покровитеља. Губитак покровитељства, који се поклопио са декретом цара од 10. маја 1797. о извођењу музике у црквама, довео је до дубоке депресије композитора.
Упркос подршци коју је добио од Теплова, Ведел је поделио своје ствари (укључујући све своје рукописе), напустио Харков крајем лета 1798. и вратио се да живи у кући својих родитеља у Кијеву. Тамо је написао два хорска концерта. Концерти су изведени у Саборном Храму Богојављања у Кијеву и Саборном Храму Свете Софије у граду.

### Нови почетак
Почетком 1799. године, фрустриран недостатком могућности да компонује и подучава и вероватно патећи од неког облика менталне болести, Ведел је псотао монах искушеник у Кијевопечерској лаври. Био је активан члан монашке заједнице и монаси су га поштовали због подвижништва.
Према Турчанинововој биографији, кијевски митрополит је Веделу наручио да напише кантик у част краљевске посете Кијеву, али је Ведел уместо тога написао писмо цару, вероватно политичке природе. Ведел је ухапшен у Октирки, проглашен је лудим и враћен у Кијев.
Неколико месеци касније, не нашавши мир, Ведел је напустио манастир и вратио се кући, где је, према мемоарима његовог оца, читао, свирао виолину и компоновао нова дела. Можда се вратио да предаје на Кијевској академији. Напуштањем манастира пре Ведел је можда наљутио митрополитског епископа Јеротеја Атинског; када су манастирске власти откриле књигу у којој се налазе руком писане увреде царској породици, митрополит је оптужио Ведела да је он аутор. Отпустио је Веделове слуге, а њега лично притворио. 25. маја 1799. Јеротеј је изјавио да је Ведел душевно болестан.

### Затвор и смрт
Званична документација која се односи на Веделов случај показује да он никада није формално ухапшен или оптужен, као и да никада није саслушан од стране власти нити му је дата могућност да се брани са слободе. Веделов случај је прослеђен од губернатора Кијева губернатору Украјине, генералном тужиоцу Русије и цару. Док се случај решавао у Санкт Петербургу, Ведел, тада тешко болестан, стављен је под старатељство свог оца у Кијеву. Проглашен је кривим и на неодређено време је био затворен у азилу Кириловог манастира у Кијеву. У азилу му је било забрањено да пише и компонује. Када је азил затворен 1803. године, пацијенти су премештени у нову болницу у Кијеву.
Након смрти Павла I 1801. године, нови цар Александар I прогласио је амнестију за неправедно затворене осуђенике и многи људи су ослобођени. Александар је наредио да се Веделов случај поново испита, али је Ведел поново проглашен лудим и остао је затвореник. Цар је о Веделу писао 15. маја 1802: „...оставити у садашњем заточеништву“.
После 9 година затвора Веделу је дозвољено да се врати кући у кућу свог оца у Кијеву. Био је смртно болестан по изласку из затвора. Недуго пре своје смрти 14. јула 1808. наводи се да је стајао и молио се у башти.
Није засигурно утврђен тачан датум Веделове смрти, све док његова потврда о смрти није пронађена 1910. Власти никада нису откриле узрок Веделове смрти. Његов пријатељ Леванда, протојереј кијевске катедрале и познати проповедник, добио је дозволу да обави прописну сахрану, иако је Ведел био затворен у менталној болници. Веделовој сахрани присуствовао је велики број ожалошћених, међу којима и студенти Академије. Сахрањен је на гробљу у Шчекавици. Када је подручје наново изграђено током 1930-их, гробље је уништено. Локација Веделовог гроба је сада изгубљена.

## Изглед и карактер
Није сачуван ниједан Веделов портрет, али су га пријатељи описали као нежног, смиреног, дружељубивог и са „лепим блиставим очима, који гори посебном ватром велике духовне племенитости и надахнућа“. Његова писма Турчанинову откривају бригу за потлачене људе – што се огледа у његовом избору тема за своје концерте – и његово противљење кметству, које је у Украјини успоставила Катарина Велика.

## Музика

### Композиције
Ведел је скоро у потпуности био литургијски композитор а капела хорске музике која се певала у православним црквама.}} Идентификовано је више од 80 његових композиција, укључујући 31 хорски концерт и шест трија, две литургије, ирмос, и три циклуса ирмоса. Издање Веделових дела објавили су Никола Ходбич и Тетјана Хусарчук 2007. године.
Многа Веделова дела су изгубљена. У Националној библиотеци Украјине В. И. Вернадског чува се једини преостали документ сачуване оригиналне музике композитора, „Партитура Божанске литургије Светог Јована Златоустог и других композиција“. Партитура се састоји од 12 хорских концерата (насталих између 1794. и 1798. године), и Литургије Светог Јована Златоустог. Мастило варира у боји, што сугерише да је Ведел радио на композицијама у различитим временским периодима. Набавио га је Аскоченски и потом завештао Кијевској академији.

### Музички стил
Музиколози га сматрају архетипским композитором украјинске музике из доба барока. Као изванредан тенор певач, Ведел је био један од најбољих хорских диригента свог времена. Помогао је да се стандард украјинског хорског певања подигне на нове нивое.
Ведел се сматрао традиционалним и конзервативним композитором, за разлику од његових старијих савременика Березовског и Дмитрија Бортњанског. За разлику од Ведела, они су компоновали световна, недуховна дела; иако је био познати виолиниста, није документована никаква Веделова музика за виолину. Његова дела, можда чак и више од оних Березовског или Бортњанског, представљала су развој украјинске музичке културе. Према Кошецу, Веделова музика је била заснована на украјинским народним мелодијама.
Веделова музика је настала у време када је западна музика излазила из доба ренесансе и барока. На стил његових композиција, који одражавају промене које су се дешавале у западној музици током овог периода, утицале су барокне традиције украјинске хетманске културе (види: украјински барок), али је такође био под утицајем западноевропских оперских и инструменталних стилова време.

## Наслеђе

### Цензура и препород
Извођење Веделове музике било је цензурисано, а објављивање његових партитура било је забрањено током већег дела 19. века. Дистрибуиране у тајности у облику рукописа, биле су познате и извођене, упркос забрани. Појавиле су се руком писане варијације Веделове музике, пошто су диригенти мењали партитуре како би их учинили погоднијим за неовлашћено извођење. Темпо, ниво сложености музике и формална структура су мењани. Ручно копирање Веделове музике довело је до стварања верзија које су се значајно разликовале од оригиналних партитура.
Веделове композиције је поново открио почетком 20. века диригент и композитор Александар Кошец, у то време вођа студентског хора Кијевско-Мохиљанске академије, а и сам тада студент. Први пут су објављени 1902. Кошец, један од првих украјинских диригента који је покушао да поново изводи и актуелизује Веделова дела користећи партитуре аутограма, приметио је „велике техничке потешкоће соло делова... и потреба за великим хоровима“ отежавао је његово јавно извођење  Кошец је био на турнеји по Европи и Америци, диригујући Украјинском републиканском капелом извођења Веделове музике.
Совјети су забранили Кошецово оживљавање Веделове музике након што је Украјина припојена Совјетском Савезу. За разлику од већине светих дела западних композитора, православна света музика се пева на народном језику, а њена религиозна природа је видљива и додирљива за православне хришћане. Због тога је совјетско антирелигијско законодавство забрањивало јавно извођење руске и украјинске црквене музике од 1928. до дубоко у 1950-те.
Празнина од скоро два века током којих је Веделова музика заборављена негативно је утицала на развој црквене музике у Украјини. Недостатак рукописа и примарних извора о Веделу довео је до недостатка свести о његовом значају у развоју музике крајем 18. века. Рани покушаји да се произведе наратив о Веделовом животу и раду на основу сећања његових савременика започели су тек након што су и они сами умрли, што је довело до контрадикторних приказа његовог живота. Најважније студије о Веделу настале у 19. и почетком 20. века припадале су музиколозима као што су Аскоченски, Василиј Металов, Владимир Стасов и Пјотр Турчанинов. Неки од ових аутора, попут Аскоченског, припадали су представницима руског националног покрета. Према тврдњи Игора Тилика и Оксане Дондик, историјске студије ових аутора биле су искривљене како би одговарале њиховим погледима на политику и музику Украјине.

### Признање
Ведела, Березовског и Бортњанског савремени научници препознају као „златну тројицу“ композитора украјинске класичне музике с краја 18. века, и изузетне композиторе у време када је црквена музика достизала свој врхунац у источној Европи. Компоновали су неке од највећих руских дела хорске музике.
Ведел је дао значајан допринос у музичкој историји Украјине и музиколози га сматрају архетипским композитором барокног стила у украјинској музици. Кошец је навео да Ведела треба посматрати као првог и највећег гласноговорника националне супстанце у украјинској црквеној музици. Према етномузикологу Тарасу Филенку, Веделова дела су била део темеља на којима се наставила развијати украјинска литургијска и секуларна музичка култура 19. века, а његова способност да компонује хорска дела, комбинована са иновацијама у прилагођавању посебности украјинских мелодија, чине његова дела јединственим феноменом у контексту светске музичке културе. Према Чекану, Веделова текстура је „понекад монументална, а понекад суптилно контрастирана, упадљиво показујући могућности звука а капела“.
Спомен плочу Веделу израдио је вајар Игор Гречаник 2008. Плоча се налази на зиду академије. Веделова школа у Лавову, школа савремене музике коју је 2017. основао музичар Михаил Балог, добила је име у част композитора. У Кијеву и Харкову постоје улице назване по композитору.